# Tetramesa maritima
Tetramesa maritima är en stekelart som först beskrevs av Hans Hedicke 1921.  Tetramesa maritima ingår i släktet Tetramesa, och familjen kragglanssteklar. Arten är reproducerande i Sverige.